# مارو (مغنية)
مارو (مواليد 30 أكتوبر 1994) هي مغنية برتغالية مثلت البرتغال في مسابقة الأغنية الأوروبية لعام 2022.

## روابط خارجية
- مارو على موقع ميوزك برينز (الإنجليزية)
- مارو على موقع ديسكوغز (الإنجليزية)